# Aizenogyps toomeyae
Aizenogyps toomeyae — викопний вид хижих птахів родини катартових (Cathartidae), що існував в пізньому пліоцені в Північній Америці. Викопні рештки птаха знайдено у Флориді.